# Solanum nossibeense
Solanum nossibeense är en potatisväxtart som beskrevs av Wilhelm Vatke. Solanum nossibeense ingår i släktet skattor som ingår i familjen potatisväxter. Inga underarter finns listade i Catalogue of Life.